# Revogne
Revogne est un hameau belge de la ville de Beauraing située en Région wallonne dans la province de Namur. Il se trouve au bord de la Wimbe, à quelques kilomètres au nord de Honnay dont il faisait partie avant la fusion de communes.

## Histoire
Des traces d'habitation remontant à l'époque préhistorique ont été relevées dans la grotte de Revogne (appelée le trou des Nutons). 
Plus tard Revogne comme toute la Famenne connut une présence datant de l'époque romaine. Son emplacement stratégique le long de la voie romaine (Saint-Quentin, Givet, traversait Revogne pour se diriger ensuite vers Arlon et Trèves "Trèves qui fut au IVe siècle la résidence de l'empereur") justifia la présence des Romains. Jusqu'au XIIIe siècle, les voies romaines étaient pratiquement les seules voies de communication vers les grands centres urbains.
Pour la période mérovingienne, l'habitat à Revogne est attesté par les fouilles de nombreux cimetières dans la région, dont certaines à Revogne même. (Fouille d'un cimetière du VIIe siècle entrepris à Revogne au lieu-dit "Bouchet". Revogne aurait donc reçu son nom d'un germain, à l'époque des invasions. La première citation de Revogne date de 817 sous le nom de RUVOGNA. 

### La période seigneuriale (la maison de Revogne 943-1154)
En 943, Engon de Revogne (noble: Vir Nobilis au Xe siècle a une valeur toute spéciale, ce terme désigne l'ancienne "Nobilitas" dont les origines remontent très souvent aux temps carolingiens. C'est donc une famille importante, tant par son rang que par ses possessions, comme la Famenne n'en comptait que trois ou quatre), signe la charte de Stavelot. En 1154, il reste quatre frères de la famille de Revogne. L'un meurt, et les trois autres se font moines à l'abbaye de Waulsort. Dès lors, ils vendent toutes leurs terres, ainsi que Revogne au prince-évêque de Liège: Henri de Leez.

### Les Princes-Évêques de Liège
Avec les Évêques de Liège, le château fortifié de Revogne, du début du Xe siècle, devint une prévôté et le point de défense de la principauté liégeoise. Elle est le centre d'une ville forte entourée de remparts (plus ou moins 100 mètres de remparts subsistent encore), datant de 1241 et comportant trois portes : la porte de Lomprez, du Levant et du Couchant, dont il reste peu de trace, hormis la porte de Lomprez encore visible actuellement, mais qui à l'époque était beaucoup plus haute et s'accompagnait d'une tour de défense.
La grotte servait de souterrain pour échapper aux assaillants en cas de siège ou pour prendre l'ennemi à revers. En effet, la sortie de la grotte se situait en plein bois à l'extérieur du rempart.
 
Le village du Moyen Âge ne se trouvait pas à l'emplacement actuel à l'intérieur du rempart mais bien sur le haut plateau à droite de la drève lorsque l'on se dirige vers le vieux château fort. Il y a quelques années, nous avons pu retrouver l'emplacement de la vieille chapelle qui se trouve actuellement au milieu d'un bois. La chapelle actuelle (dédiée à Saint-Étienne) date de 1777. Dans le clocheton se trouve une cloche de 1502 qui était à l’origine dans l’église romane près du château féodal. Chose rare car bien souvent, les cloches étaient fondues pour en faire des canons. 
Le Prévôt nommé par l'évêque était chargé de la défense des intérêts du prince dans la région de la Famenne. Pour ce faire, il rendait la justice (le lieu-dit "gibet" nous est encore connu), percevait les impôts et entretenait la garnison de Revogne. Il levait les armées lors des troubles, des attaques de pillards ou des guerres. À cette époque très troublée des XIe, XIIe et XIIIe siècles, les guerres étaient nombreuses et les "coups de main" des armées de Revogne l'étaient tout autant. Revogne se trouvait à la frontière entre les domaines de la principauté de Liège et les domaines des Ducs de Bourgogne (Bouillon et le Luxembourg entre autres).
 
Encore faut-il se remettre en mémoire les données de l'époque. Un petit seigneur de Famenne faisait la guerre à son voisin avec moins de 30 hommes. Revogne avait une garnison permanente de 25 hommes et pouvait lorsque le besoin s'en faisait sentir, lever une armée dans les villages qui dépendaient d'elle, de +/- 250 hommes. Ce qui représentait une grosse armée au Moyen Âge, la prévôté de Revogne, comprenant : Honnay, Wancennes, Vencimont, Villers-sur-Lesse, Bure, Temin, Ave Lavaux-Sainte-Anne, Wavreille, Belvaux, Neuville, Baronville, Mesnil-Saint-Blaise, Mesnil-L’Église, Maison-Celles, Falmignoul, Chaleux et Anseremme.
Sur injonction de la Principauté de Liège, la Prévôté de Revogne se rapprocha de la grande ville voisine Dinant (dépendant également de la Principauté de Liège), et devint son défenseur attitré. Régulièrement, Revogne envoyait des troupes à Dinant afin d'assurer la garde des remparts. Les hommes capables de porter les armes dans la prévôté indiquaient un total de 187 arquebusiers, hallebardiers et piquiers. Toutefois, cinq villages n’avaient pas fourni le relevé demandé par la ville, à savoir : Revogne, Villers-sur-Lesse, Vencimont, Lavaux et Ave.
Revogne s'était fait beaucoup d'ennemis de par ses exactions et ses attaques ressemblant souvent à du pillage (ex. le 17 octobre 1465, Revogne aidée des Dinantais prenait d'assaut le château de Mirwart, pourtant réputé comme l'un des plus importants de la région). La garnison de Revogne s'était mise à dos le Duc de Bourgogne qui venait justement de signer la paix avec le roi de France. Il n'en fallait pas plus.
le 18 août 1466, les armées du comte de Charolais étaient devant Dinant pour perpétrer contre la malheureuse ville abandonnée de tous une des pages les plus sanglantes de l'histoire du pays wallon: la mise à sac de la ville qui fut entièrement détruite. Revogne qui avait été à la pointe du combat, ne fut pas épargnée. Le château fut détruit et les remparts démantelés. La fureur et le désir de vengeance de Louis de Bourbon s'appesantit encore longtemps sur les habitants de Revogne et sa prévôté.
Du château fortifié, on peut encore voir actuellement des murs, et une caves. Et, comme dit plus haut, une centaine de mètres de rempart, ainsi que la porte de Lomprez. Nous reste également le puits du château fort, large de +/- 1,80 mètre et profond de près de 40 mètres (en parfait état). Une drève de tilleuls majestueux qui donnait accès au château médiéval au départ de la voie romaine est encore visible.
Après la destruction du château, Revogne resta une prévôté, mais ne reconstruit pas son château fort, ni ses remparts. Petit à petit, elle alla vers le déclin. Son influence diminua au profit d'autres places fortes, entre autres celle du château de Lavaux-Sainte-Anne dont le seigneur était aussi le Prévôt de Revogne.

### Le Château actuel
Vers 1645, Bernard de Harroy, seigneur de Froidlieu, capitaine-prévôt de Revogne (son fils sera également seigneur de Luchy), construit un château ferme fortifié un peu plus bas, à l'emplacement de l'ancienne basse-cour du château féodal. (celui qui subsiste actuellement). 
Remarque: À cette époque, le prévôt est : Denis de Poitiers, gouverneur de Bouillon, souverain-prévôt de Revogne (1613-1646).
Les pierres qui ont servi à sa construction proviennent plus que vraisemblablement de l'ancien château fort. En témoigne notamment les trois cheminées moyenâgeuses réutilisées dans le château actuel. Ce château est fortifié et possède nombre de meurtrières et une très jolie échauguette (ou poivrière: voir photo). L'emplacement de l'ancien château est aplani pour en faire un jardin d'agrément: "le haut jardin".
Après la destruction de son château féodal, Revogne se dépeuple et devient petit à petit un domaine rural. Les prévôts subsistent, mais leurs pouvoirs s'amenuisent. Ils sont principalement chargés de relever les impôts. Parmi les plus connus et les plus influents, on relèvera les seigneurs de Neuville.
Le passage sous le régime français se fit sans heurt à Revogne. Le seul changement apparent fut la perte pour les seigneurs de Neuville de l'ancienne prévôté qu'ils tenaient en engagère depuis 1702. Mais le domaine du château resta intact dans les mains de la famille de Pierrepont, qui n'avait jamais joui de droits seigneuriaux à Revogne. En 1942, la propriété du château comptait encore 140 ha environ sur Revogne, dont la ferme du château de 68 ha. Lors du concordat de 1804, la paroisse de Revogne fut supprimée et le village fut rattaché à la paroisse de Froidlieu. Cette annexion dura jusqu'en 1836, mais après 1830, elle ne fut pas sans occasionner des difficultés, car Froidlieu était luxembourgeois et notre province actuelle de Luxembourg ne fut rattachée à la Belgique indépendante qu'en 1839. C'est sans doute pour cette raison qu'en 1836, Revogne fut rattachée à la paroisse de Honnay dans la province de Namur, dont elle fait toujours partie.

## Économie
La première trace d'activité industrielle date de 1354. En effet, un relief cite à Revogne la porte vers le four à chaux. Au début du XIXe siècle, la vie économique est dominée par l'agriculture, ainsi que par l'élevage et les commerces des chevaux. L'activité industrielle se résume au filage du chanvre et du lin, à deux moulins à eau et une brasserie.